# Suaeda maritima
La suaeda marittima (Suaeda maritima (L.) Dumort.) è una pianta della famiglia delle Amarantacee. La forma biologica è terofita scaposa.

## Habitat e Ecologia
Questa pianta fiorisce tra luglio e ottobre ed è diffusa sulle coste italiane.